# 俊歡騰
俊歡騰（英語：Floral Pegasus，2002年9月6日於澳洲出生）是已退役的香港競賽馬匹，栗色雄馬。父系為Fusaichi Pegasus，母系為Crown Crest，外祖父是Mill Reef。馬主是陳昌明與陳昌育先生及夫人，由告東尼訓練。總共出賽28次，勝出9場賽事。累積獎金為$21,312,800港元。2007年，差點稱霸香港經典一哩賽、香港打吡預賽及香港打吡大賽三項四歲馬賽事冠軍。

## 競賽生涯
2004年4月15日，在澳洲周歲馬拍賣會中，以50萬澳元賣出。後來被送往香港訓練，為2004-05年馬季新馬，不過告東尼並沒有安排牠在2歲的時候出賽。

### 2005-06年馬季
俊歡騰首場比賽在2005年10月9日沙田四班1200米草地賽亮相，奪得一席亞軍。10月30日出戰同程，但因為在閘內煩躁不安，被競賽小組著令牠退出比賽。11月20日再度出戰，採取領先策略，八百米開始貼欄，最後二百米開始帶領其他對手，順利勝出賽事。12月11日，首次在3班賽事亮相，路程仍然為1200米，採取與上仗同樣手法，輕鬆勝出賽事。1月15日增程1400米，以一放到底的策略順利帶出，取得三連勝。跟著在第二班比賽亮相，不過有一段時間未能取得頭馬。先在2月19日一場1400米得一席亞軍，然後在3月1日增程1650米，屈居亞軍。3月26日一場2班1400米比賽中，俊歡騰與小武士互相領前，曾放離其他馬匹多個馬位，最後乏力而回大敗。
後來休養了一個月，5月3日首次出戰泥地賽事，並由薛順強策騎。開賽後立即推進到內疊，比賽維持慢步速，轉入直路時開始放離開他對手，順利勝出賽事。6月25日再度於泥地賽亮相，最後二百米力竭，被真旺財超越，僅得亞軍。

### 2006-07年馬季
季初俊歡騰有良好表現，先後在快活谷1650米及沙田1400米連勝兩場二班及一班草地賽事。接著11月19日挑戰香港二級賽香港一哩錦標預賽，取得一席季軍，並獲得香港一哩錦標參賽資格。12月10日，出戰香港一哩錦標，由戴圖理策騎，未段後勁不繼，只能以第七名衝線。
2007年1月1日重歸戰陣，出戰香港三級賽華商會挑戰盃，沿途跟隨紙醉金迷，最後二百米開始嘗試超越牠，順利奪得第一個級際賽冠軍。跟著挑戰四歲馬一級賽香港經典一哩賽，採取後上戰略，從容地在最後二百米彈出，順利勝出賽事。2月20日增程1800米出戰香港打吡預賽上陣，在二百米帶出，最後由巫斯義力騎下奪冠。
連贏兩項重要賽事後，3月18日俊歡騰出戰香港打吡大賽，比賽前最後賠率是1.5倍的大熱門。牠留守中間位置，並跟隨前領馬匹，最後三百米從馬群中領前，最後受到了活力金剛挑戰，經相片判斷後，以一個鼻位敗給活力金剛，練馬師告東尼表示敗陣原因是過早突圍，並將此駒集中於冠軍一哩賽之上。
4月29日出戰冠軍一哩賽，僅得第四而回。牠曾被安排報名出戰安田紀念賽，不過正式出賽的名單沒列出牠的名字。

### 2007-08年馬季
俊歡騰在這季的第一場比賽是沙田錦標，卻以第十一名大敗而回。幸好在11月17日的香港一哩錦標預賽回復過來，僅以頸位負於好爸爸之下。12月9日在香港一哩錦標列陣，最後二百米一度帶出，可惜仍不及好爸爸及奇速達的衝刺，得到一席殿軍。1月20日出戰三軍大賽第一關董事盃，賽事留守中間位置，直路上展開衝刺，最後一百多米一度佔先，可惜最終被超越，再度屈居好爸爸之下。然後俊歡騰自打吡後再度挑戰2000米賽程的香港金盃，最後仍不敵大熱門爆冷，但最後擊敗了同馬房的牛精福星。
3月29日在詩栢馬場出戰杜拜免稅店錦標，這是牠首次在香港以外地區比賽，沿途跟前，轉至最後直路雖一度領先，可惜發力太早最後二百米力氣不夠，逐漸後退，只得第七名。4月27日舉行的冠軍一哩賽，再度由高雅志策騎，採取放頭戰略，直路上雖一度領先，可惜被後上馬匹趕過，僅保一席第六。
俊歡騰原本打算參加5月18日在新加坡克蘭芝馬場舉行的新航國際盃，但因為告東尼認為晨操表現差劣，決定讓牠在今季餘下比賽避戰。

### 2008-2009年馬季
經過長時間的休息後，俊歡騰將參與10月26日舉行的沙田錦標，由鄭雨滇策騎下，末段乏力只得第十。然後出戰香港一哩錦標預賽，八匹馬中僅得第七，因而未能獲選出戰香港國際賽事。俊歡騰原定角逐1月24日舉行的董事盃，但在排位前因腳傷退出。結果自此以後沒安排出賽，在2009年3月27日正式退役，運往澳洲成為種馬。

## 詳細賽績
| 日期       | 馬場   | 距離   | 級別 | 賽事名稱                  | 負重 | 騎師   | 出馬 | 名次 | 時間      | 距離  | 頭馬（二馬） |
| ---------- | ------ | ------ | ---- | ------------------------- | ---- | ------ | ---- | ---- | --------- | ----- | ------------ |
| 9/10/2005  | 沙田   | 草1200 |      | 四班讓磅賽                | 122  | 高雅志 | 14   | 2    | 1:09.5    | 1     | 龍冠         |
| 20/11/2005 | 沙田   | 草1200 |      | 四班讓磅賽                | 123  | 高雅志 | 14   | 1    | 1:09.5    | 3     | （歡樂精英） |
| 11/12/2005 | 沙田   | 草1200 |      | 三班讓磅賽                | 117  | 高雅志 | 12   | 1    | 1:09.5    | 1 3/4 | （先力之城） |
| 15/1/2006  | 沙田   | 草1400 |      | 三班讓磅賽                | 127  | 高雅志 | 13   | 1    | 1:21.8    | 1 1/4 | （小武士）   |
| 19/2/2006  | 沙田   | 草1400 |      | 日本中央競馬會錦標（2班） | 124  | 高雅志 | 14   | 3    | 1:23.0    | 2 1/2 | 永利好       |
| 1/3/2006   | 跑馬地 | 草1650 |      | 二班讓磅賽                | 118  | 高雅志 | 12   | 2    | 1:40.3    | 1 1/4 | 銀太陽       |
| 26/3/2006  | 沙田   | 草1400 |      | 二班讓磅賽                | 124  | 高雅志 | 14   | 11   | 1:24.8    | 11    | 另具一格     |
| 3/5/2006   | 沙田   | 泥1650 |      | 二班讓磅賽                | 118  | 薛順強 | 14   | 1    | 1:39.4    | 2 1/2 | （源來原去） |
| 25/6/2006  | 沙田   | 泥1650 |      | 二班讓磅賽                | 119  | 徐君禮 | 11   | 2    | 1:40.2    | 1 1/4 | 真旺財       |
| 27/9/2006  | 跑馬地 | 草1650 |      | 美國會所挑戰盃（2班）     | 123  | 湯智傑 | 12   | 1    | 1:38.7    | 頸位  | （勁好聲）   |
| 29/10/2006 | 沙田   | 草1400 |      | 一班讓磅賽                | 116  | 湯智傑 | 12   | 1    | 1:21.3    | 1 1/2 | （非我莫屬） |
| 19/11/2006 | 沙田   | 草1600 | HKG2 | 香港一哩錦標預賽          | 123  | 霍達   | 11   | 3    | 1:34.1    | 1     | 好利威       |
| 19/12/2006 | 沙田   | 草1600 | G1   | 香港一哩錦標              | 126  | 戴圖理 | 14   | 7    | 1:33.8    | 2 1/2 | 星運爵士     |
| 1/1/2007   | 沙田   | 草1400 | HKG3 | 華商會挑戰盃              | 121  | 巫斯義 | 14   | 1    | 1:20.6    | 頸位  | （紙醉金迷） |
| 28/1/2007  | 沙田   | 草1600 | HKG1 | 香港經典一哩賽            | 126  | 巫斯義 | 14   | 1    | 1:34.6    | 1 3/4 | （爆炸）     |
| 20/2/2007  | 沙田   | 草1800 | HKG2 | 香港打吡預賽              | 126  | 巫斯義 | 13   | 1    | 1:48.8    | 1 1/2 | （爆炸）     |
| 18/3/2007  | 沙田   | 草2000 | HKG1 | 香港打吡大賽              | 126  | 巫斯義 | 14   | 2    | 2:02.9    | 鼻位  | 活力金剛     |
| 29/4/2007  | 沙田   | 草1600 | G1   | 冠軍一哩賽                | 126  | 巫斯義 | 9    | 4    | 1:34.7    | 1 1/4 | 步步穩       |
| 21/10/2007 | 沙田   | 草1600 | HKG3 | 沙田錦標                  | 124  | 巫斯義 | 14   | 11   | 1:33.7    | 4 1/4 | 紙醉金迷     |
| 17/11/2007 | 沙田   | 草1600 | HKG2 | 香港一哩錦標預賽          | 128  | 巫斯義 | 11   | 2    | 1:33.2    | 頸位  | 好爸爸       |
| 9/12/2007  | 沙田   | 草1600 | G1   | 香港一哩錦標              | 126  | 巫斯義 | 13   | 4    | 1:34.8    | 2     | 好爸爸       |
| 1/1/2008   | 沙田   | 草1400 | HKG3 | 華商會挑戰盃              | 128  | 徐君禮 | 14   | 3    | 1:21.9    | 1 1/4 | 零用錢       |
| 20/1/2008  | 沙田   | 草1600 | HKG1 | 董事盃                    | 126  | 巫斯義 | 8    | 2    | 1:34.5    | 1 1/4 | 好爸爸       |
| 24/2/2008  | 沙田   | 草2000 | HKG1 | 香港金盃                  | 126  | 巫斯義 | 8    | 2    | 2:04.4    | 2 3/4 | 爆冷         |
| 29/3/2008  | 詩栢   | 草1777 | G1   | 杜拜免稅店盃              | 57*  | 巫斯義 | 16   | 7    | (1:46:20) | 2 1/2 | 精闢圖像     |
| 27/4/2008  | 沙田   | 草1600 | G1   | 冠軍一哩賽                | 126  | 高雅志 | 10   | 6    | 1:34.6    | 6 1/2 | 好爸爸       |
| 26/10/2008 | 沙田   | 草1600 | HKG3 | 沙田錦標                  | 124  | 鄭雨滇 | 13   | 10   | 1:35.36   | 4     | 爆冷         |
| 23/11/2008 | 沙田   | 草1600 | HKG2 | 香港一哩錦標預賽          | 123  | 柏寶   | 8    | 7    | 1:34.38   | 7     | 再領風騷     |

- 阿聯酋賽馬會官方重量單位為公斤。

## 在港子嗣
俊歡騰自2009年運往澳洲成為種馬之後，直至2013年才有在港首匹子嗣服役，名為「冠歡騰」。不過，由於「冠歡騰」未曾出賽已退役的關係，因此「滙歡騰」、「杰歡騰」才是「俊歡騰」的首批在港服役子嗣。
2015年，「杰歡騰」成為「俊歡騰」首匹在港上陣的子嗣。

## 外部連結
- 香港賽馬會：俊歡騰賽績紀錄（页面存档备份，存于）
- 血統表（页面存档备份，存于）